# Mošnica (brdo)
Mošnica je brdo smješteno uz obalu Jadranskog mora.
Najviši vrh: Zahod, 594 m. Na najviše vrhu je u prapovijesti podignuta gradina Zahod, opustošena izgradnjom telekomunikacijskog objekta.
Nastavak je Peruna, koje mu se nalazi na zapadu. S istočne strane je omeđen rijekom Cetinom.
Brdo Perun i brdo Mošnica čine brdski lanac, a taj brdsko/gorski niz prekida kanjon rijeke Cetine, a nastavlja ga brdo Omiška Dinara.
U podnožju Mošnice se nalazi s južne strane Suhi Potok, Sumpetar, Orij, Mali Rat, Dugi Rat, Duće, a sa sjeverne strane sela Čažin Dolac, Truša, Naklice i Tugare. S jugoistočne strane brda Mošnice se nalazi grad Omiš.
I ovo brdo, kao i brdo Perun, dijeli Poljica na Srednja Poljica i Donja Poljica.